# 1994年冬季残疾人奥林匹克运动会列支敦士登代表团
1994年冬季残疾人奥林匹克运动会列支敦士登代表团是列支敦士登派出的1994年冬季残疾人奥林匹克运动会代表团。获得1枚铜牌。